# 吴永红
吴永红原名吴育来，福建省泉州市人，华东政法学院法律专业毕业，取得过律师资格，曾就职于泉州某公证处，后至司法局工作，官至副局长。之后下海经商并暴富。
吴永红曾是中国国际友好联络会理事、第八届政协委员、福建省工商联常委。他还曾是福建兴业银行的董事、福建协盛实业股份有限公司董事长、闽发证券有限责任公司董事长。据称他在北京、上海、泉州、香港等地均有巨额资产，并有港澳居住证。至案发时，有人估算吴永红的资产数以亿计。后于2001年外逃，累计挪用、抽逃金额达数十亿人民币，并且被指控自1998年起强奸39名未成年少女。